# Sceloporus minor
Sceloporus minor är en ödleart som beskrevs av  Cope 1885. Sceloporus minor ingår i släktet Sceloporus och familjen Phrynosomatidae. IUCN kategoriserar arten globalt som livskraftig.

## Underarter
Arten delas in i följande underarter:
- S. m. cyaneus
- S. m. erythrocyaneus
- S. m. immucronatus
- S. m. minor